# دوپای کوتوله
دوپای کوتوله (نام علمی: Pygeretmus pumilio) نام یک گونه از خانواده موش‌های دوپا از راسته جوندگان است.